# رنو تراکس
رنو تراکس (به انگلیسی: Renault Trucks) شرکت صنایع سنگین فرانسوی است، که تولیدکننده انواع خودروهای سنگین تجاری و نظامی می‌باشد. دفتر مرکزی این شرکت در شهر سن‌پریست، در اطراف لیون قرار دارد. مالکیت شرکت کامیون‌های رنو، از سال ۲۰۰۱ متعلق به گروه ولوو است.
از ابتدای شروع به کار این شرکت تا سال ۲۰۰۲، نام رسمی آن خودروهای صنعتی رنو (به فرانسوی: Renault Véhicules Industriels) بود. همچنین در اسناد رسمی مکتوب نیز از سال ۱۹۹۲ به بعد از نام رنو وی.آی (به فرانسوی: Renault V.I) یا به‌اختصار آر.وی.آی استفاده می‌شود. شرکت رنو تراکس از سال ۱۹۹۹ خط تولید اتوبوس‌های خود را نیز راه‌اندازی کرد.

## نگارخانه

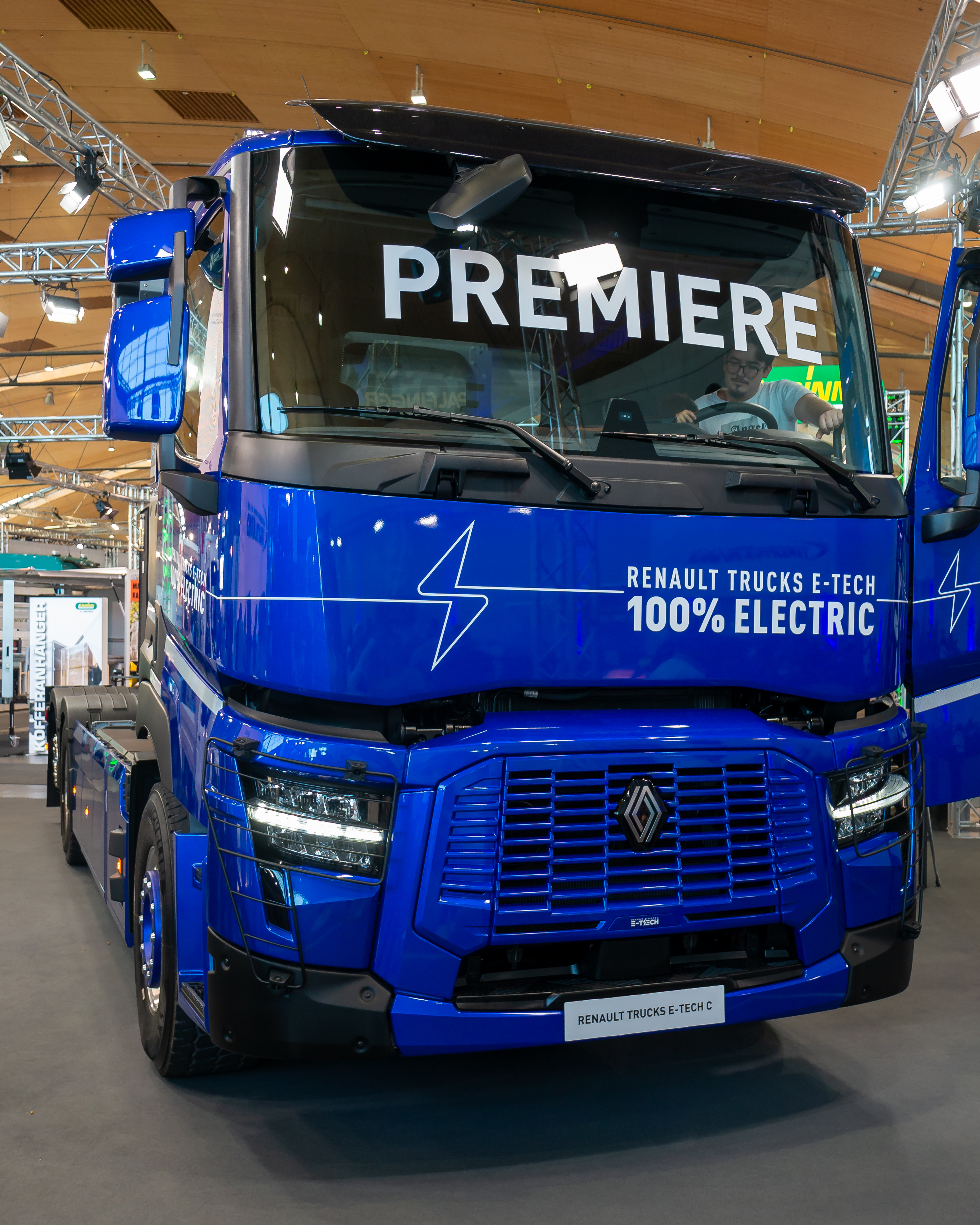
خودروی هیبریدی فیس‌لیفت شده رنو سری تی که در اوایل ۲۰۲۳ رونمایی شد

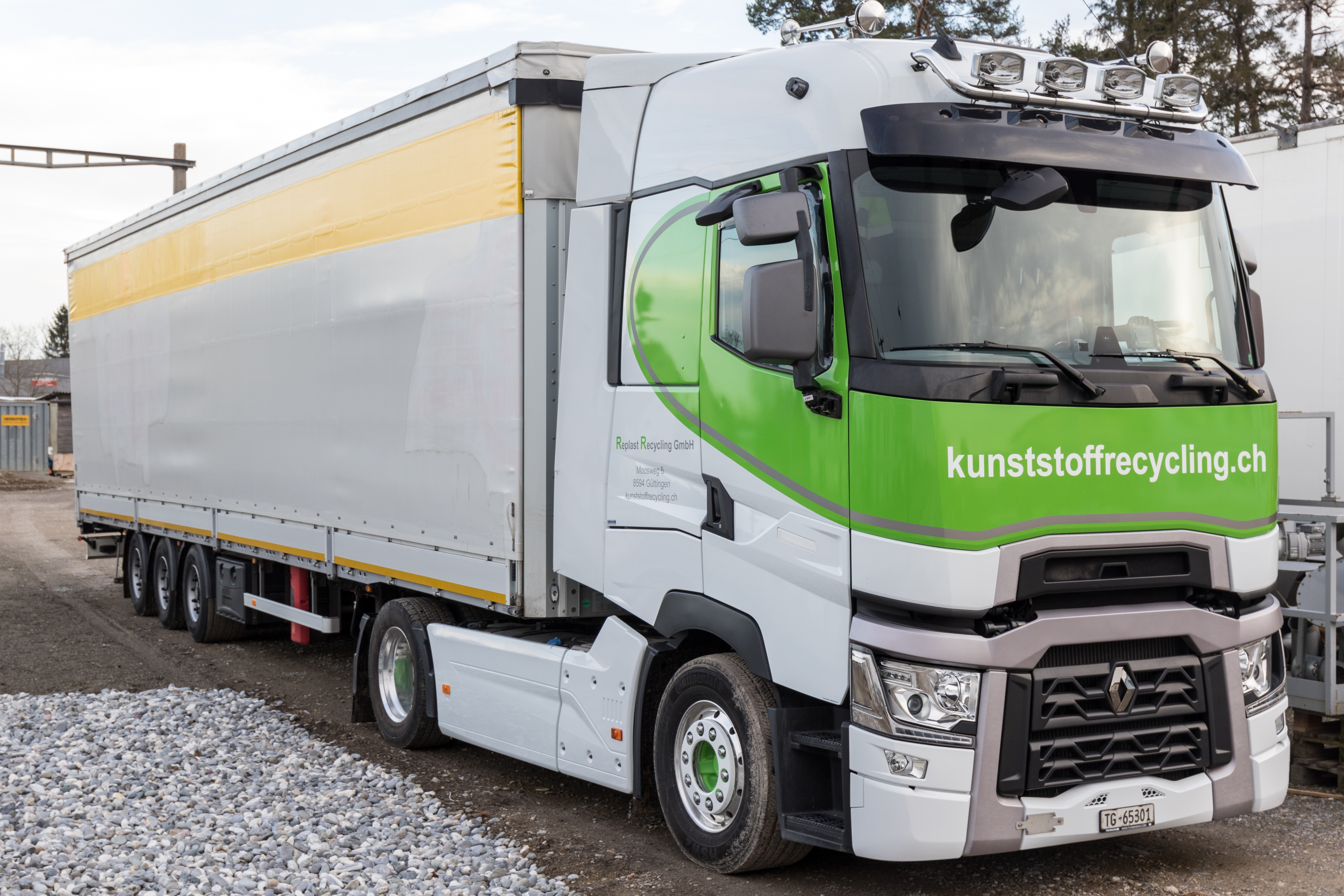
رنو سری تی

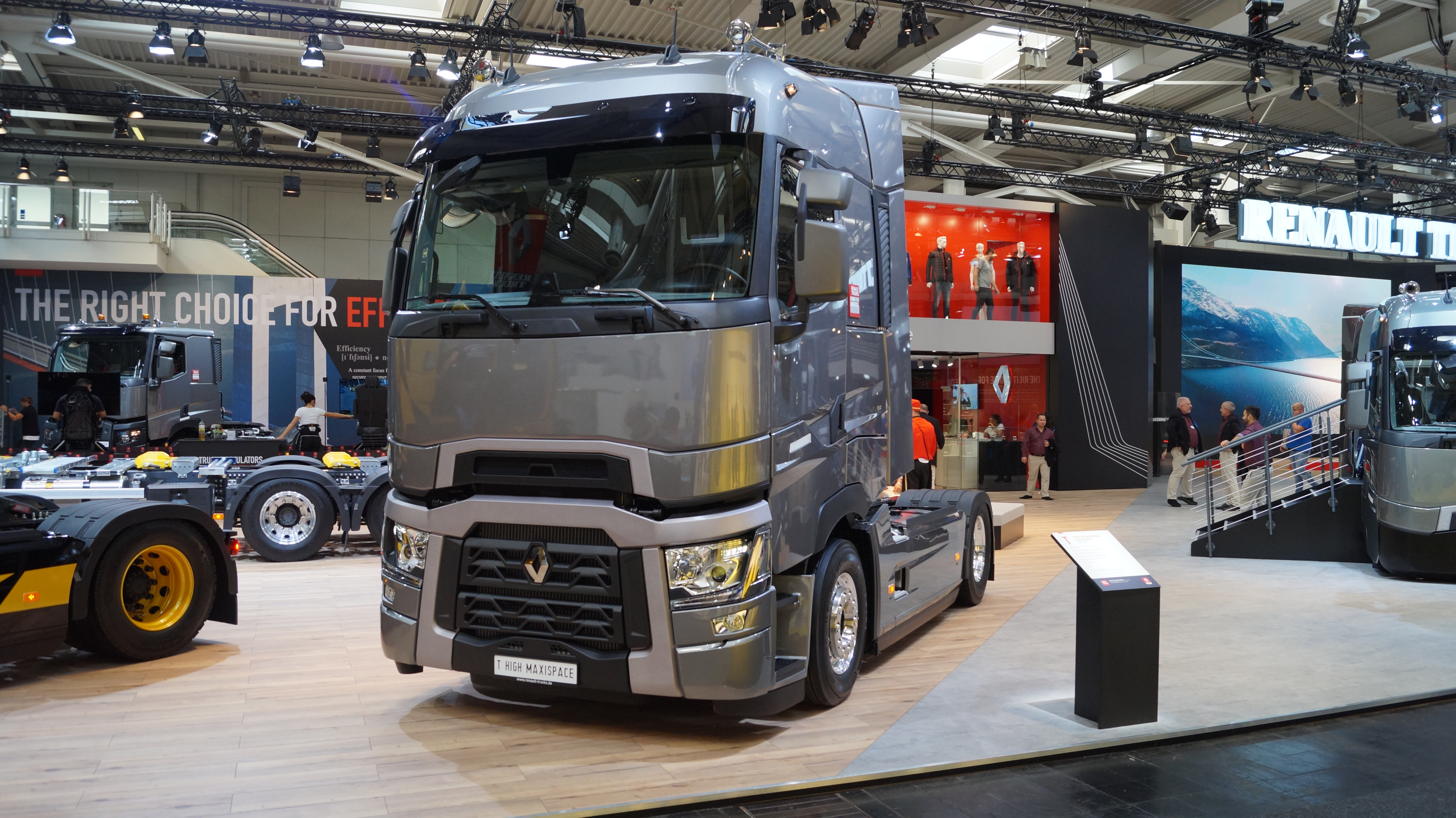
رنو سری تی در نمایشگاه

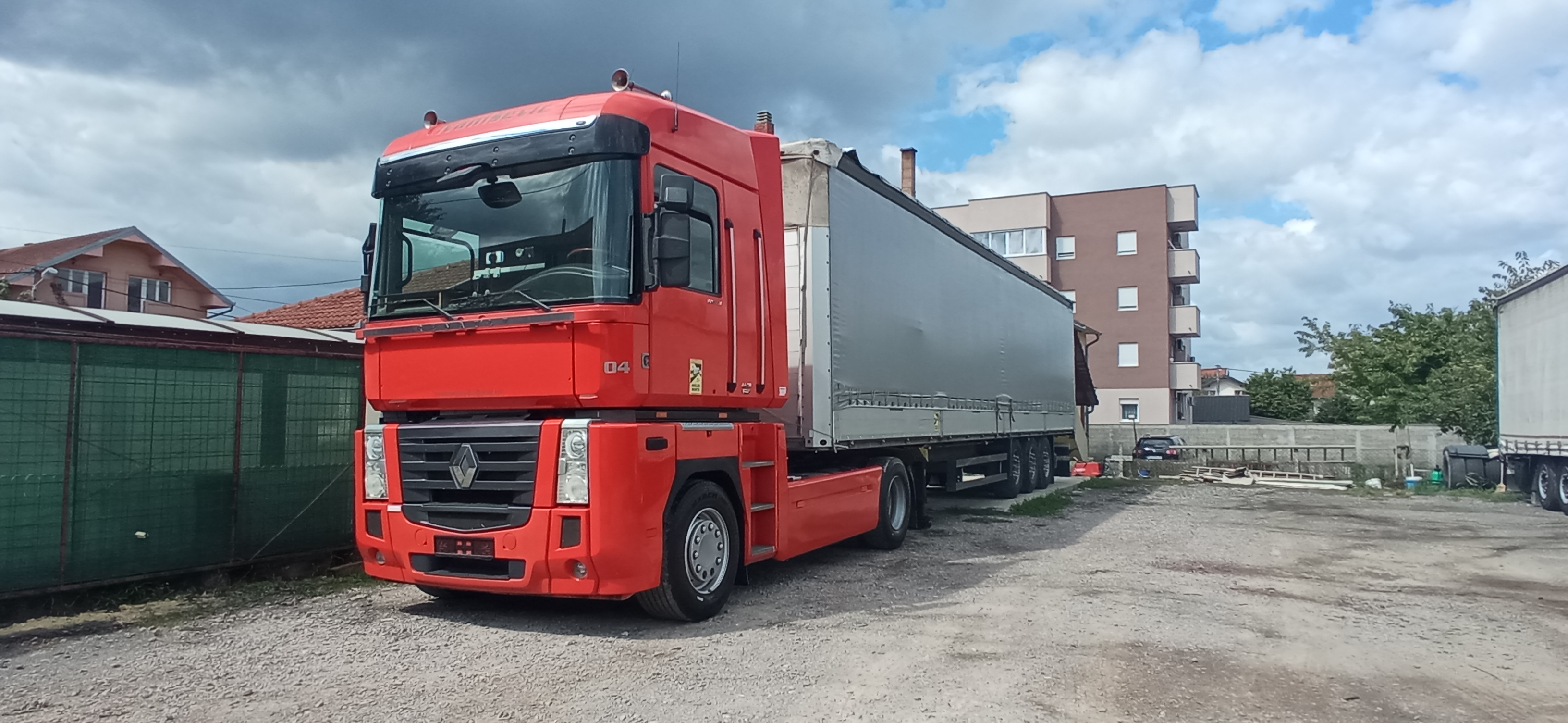
رنو سری مَگنوم

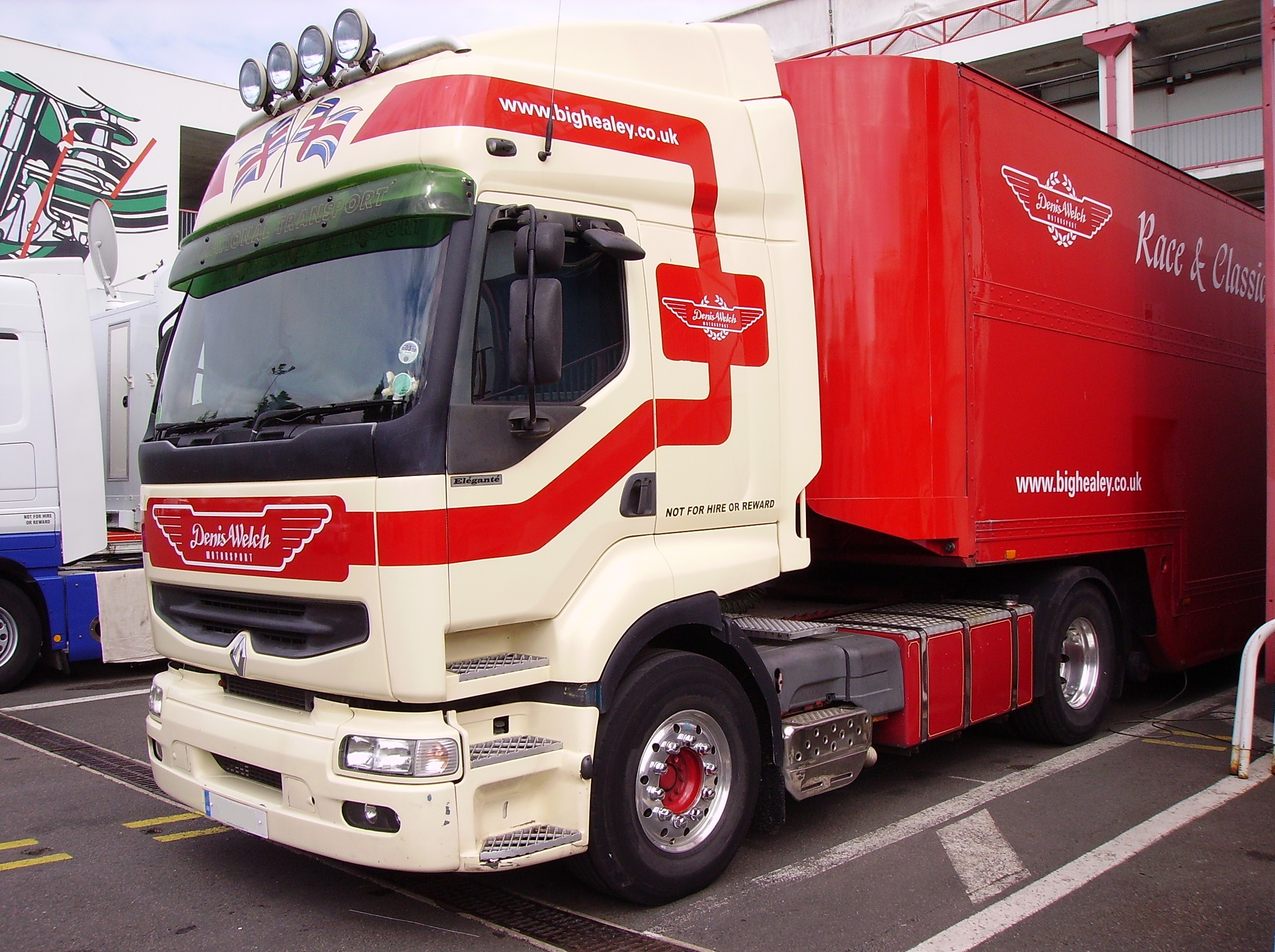
رنو سری پریمیوم

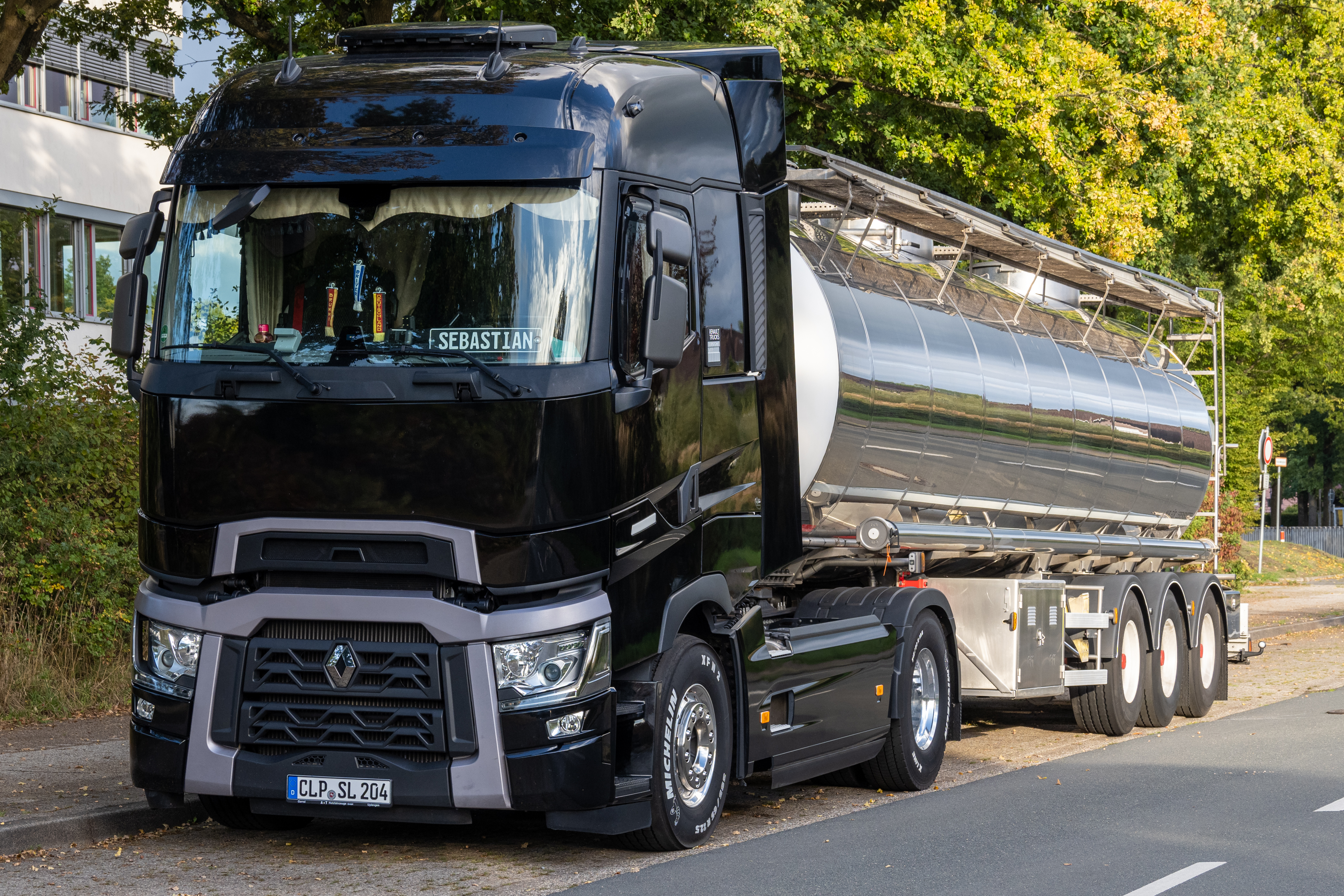
رنو سری تی ۵۲۰ اسب بخاری

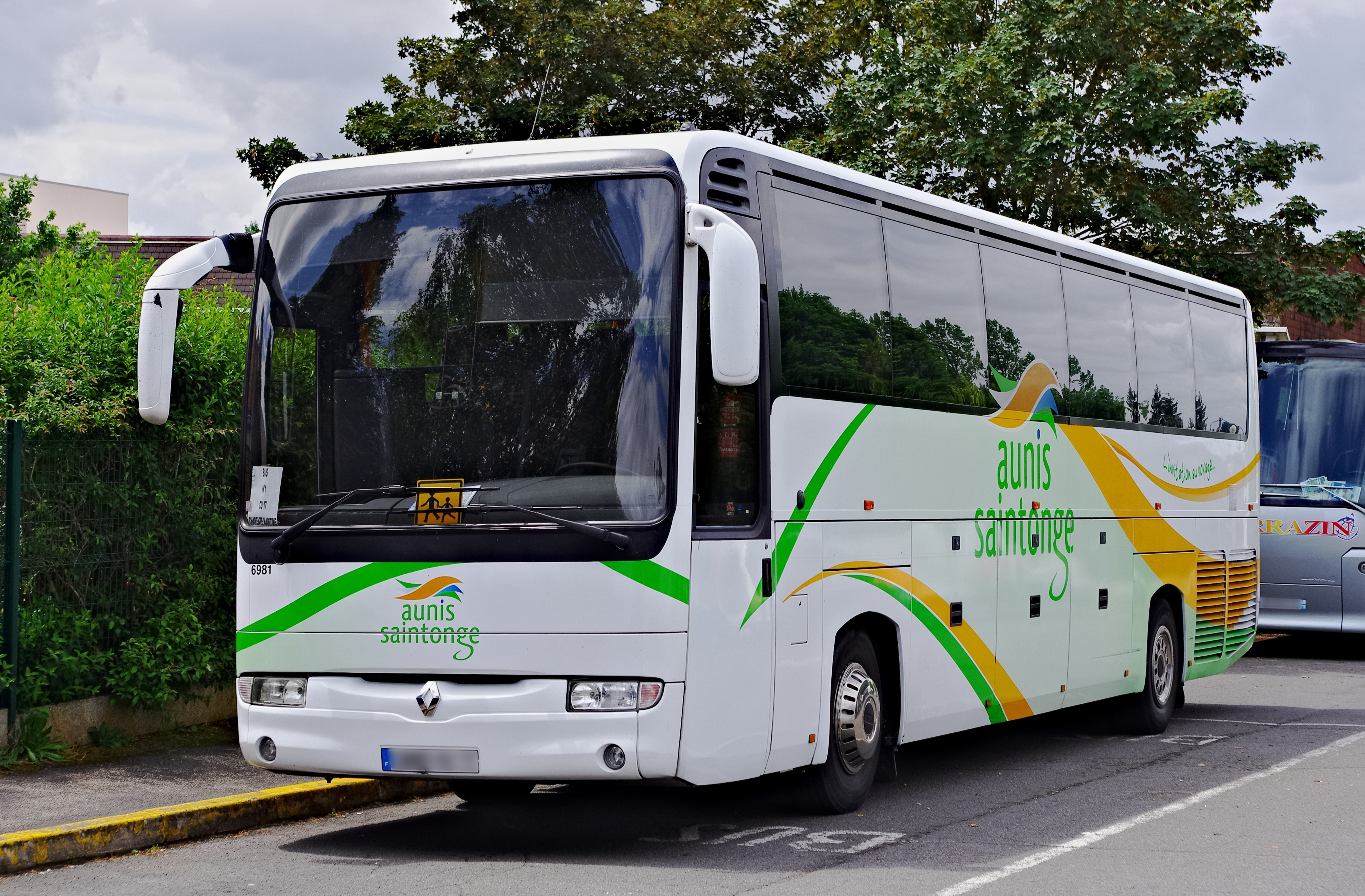
اتوبوس رنو سری اف‌آر ۱